# Equazione di trasmissione di Friis
In ingegneria delle telecomunicazioni, l'equazione di trasmissione di Friis è una formula che serve a calcolare il rapporto tra la potenza ricevuta da un'antenna e la potenza trasmessa, in condizioni ideali. La formula fu scritta nel 1945 da Harald Friis, presso i Bell Laboratories.

## Forma base dell'equazione
La forma più semplice dell'equazione di Friis è la seguente.
Date due antenne, il rapporto fra la potenza ricevuta e la potenza trasmessa è dato da:
{\displaystyle {\frac {P_{r}}{P_{t}}}=G_{t}G_{r}\left({\frac {\lambda }{4\pi R}}\right)^{2}}
dove {\displaystyle G_{t}} e {\displaystyle G_{r}} sono i guadagni delle antenne (rispetto ad un'antenna isotropa), {\displaystyle \lambda } la lunghezza d'onda della portante radio e {\displaystyle R} la distanza tra le antenne. L'inverso del terzo fattore rappresenta la cosiddetta attenuazione di spazio libero.
In radiotecnica risulta più comodo rappresentare le potenze e i guadagni in decibel (dB). In tal caso l'equazione precedente può essere modificata nel seguente modo:
{\displaystyle P_{r}=P_{t}+G_{t}+G_{r}+20\log _{10}\left({\frac {c}{4\pi Rf}}\right)=P_{t}+G_{t}+G_{r}-20log(R)-20log(f)-92,45}
dove {\displaystyle R} è espressa in km, {\displaystyle G_{t}} e {\displaystyle G_{r}} sono in dB, {\displaystyle f} è la frequenza della portante in GHz e {\displaystyle c} è la velocità della luce nel vuoto.